# Froncement

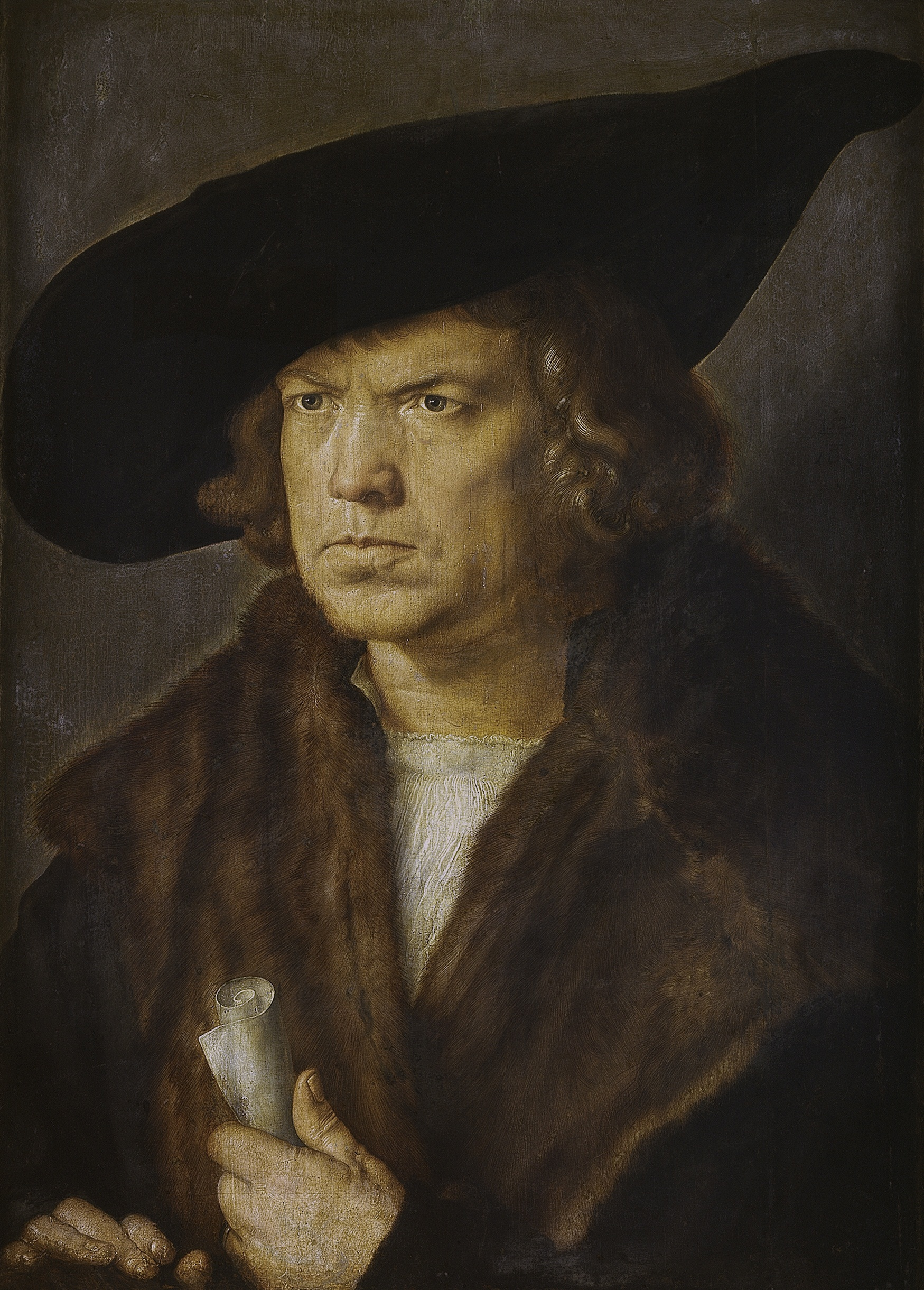
Homme qui fronce dans ce portrait sur bois (1524) par Albrecht Dürer.

Le froncement est une expression faciale utilisée pour signifier le déplaisir ou la désapprobation ; le froncement peut aussi bien exprimer la mélancolie, l'insatisfaction, la colère, le souci ou la douleur, qu'être un signe de profonde consternation.

## Amérique du Nord anglophone

Émoticône d'un frowney.

L'apparence d'un froncement varie selon la culture. Bien que presque toutes les définitions techniques le définissent comme un plissement du sourcil, en Amérique du Nord anglophone, elle désigne aussi une expression buccale. Dans ces cas, lorsqu'utilisé iconographiquement, par exemple avec une émoticône (surnommée frowney), le froncement est représenté par une courbe des lèvres qui s'oppose aux yeux (le sourire est vers le bas).